# 無酸素運動
無酸素運動（むさんそうんどう、Anaerobics）とは、有酸素運動でない運動である。以下の2種類を含む。
- 乳酸系 - 解糖系により、グリコーゲンを酸素を使わずに乳酸に分解し、エネルギーを生成させる。陸上競技のロングスプリントと言われる400メートル競走や中距離走は主にこれをエネルギー源とする。
- 非乳酸系 - クレアチンリン酸の分解によりADPからの無酸素的なATPの生成に使われ、ATPをエネルギー源とする瞬発力。陸上競技の100メートル競走は、主にこれをエネルギー源とする。

詳細は有酸素運動を参照。

## 持続時間
最大の運動強度で、運動の持続時間は非乳酸系は8秒くらい、乳酸系は33秒くらいである。
ただし、運動負荷を落とすと、乳酸系は2時間半くらい持続する。無酸素運動と有酸素運動が混じった運動になる。そこからさらに負荷を落とすと有酸素運動のみとなる。
フルマラソンにおいては、トップ選手は2時間半を切るので、無酸素運動の比重が大きいが、市民ランナーの平均は4時間半くらいなので、有酸素運動の比重が大きく、トップと市民ランナーで運動形態が異なる。それに対して、トライアスロンは、オリンピックディスタンスにおいては、トップが1時間50分くらいで、市民アスリートでも2時間半を切れる人が多数出るくらいの距離設計になっていて、トップと市民アスリートで運動形態が近くなるように工夫されている。また、トライアスロンのアイアンマンにおいては、トップでも市民アスリートでも有酸素運動が大半を占めるように非常に長い距離となっている。このほか、50km競歩や自転車ロードレースはトップ選手でも競技時間が非常に長く、有酸素運動の占める割合が多い。

## 運動強度と脂肪とグリコーゲンの燃焼比率
解糖系によるATP合成はTCA回路によるATP 合成の約100 倍の速度を持つ。このため、激しい無酸素運動などでは解糖系によるATP合成が活発になる。
安静時や強度の低い運動時には脂肪の方が糖よりも多く使われている。血糖やグリコーゲンは利用しやすいが貯蔵量は多くはないので安静時などではあまり多くは使われず、強度の高い運動時などに糖が優先的に使われるようになる。運動強度が低い場合には脂肪とグリコーゲンの燃焼比率は1:1であるが、運動強度が高まるに従って脂肪よりもグリコーゲンの燃焼比率が高まる。

## トレーニング方法

### LTトレーニング
乳酸耐性を高めるためのトレーニングである。
乳酸が急激に増え始める、LT2の負荷にて行う。
心拍数による運動強度は75%HRRくらいである。
ハーフマラソンくらいのペースである。
陸上競技の場合は、1600m～3000mの距離でインターバルトレーニングを行い、合計9km以下で行う。
インターバル間は、運動時間の25%程度の有酸素運動を行う。

### ロングインターバルトレーニング
最大酸素摂取量(VO2max)を高めるためのトレーニングである。
心拍数による運動強度は85%HRR以上で行う。5000メートル競走くらいのペースである。
2分～5分くらいのインターバルで、回数は5回前後。
インターバル間は、運動時間の50%～100%程度の有酸素運動を行う。

### ショートインターバルトレーニング
30秒～2分くらいのインターバルで行う。水泳や陸上競技の中距離走のトレーニング方法として一般的である。
例えば、陸上競技の場合、200m走＋200mジョギングを10セット繰り返す。
ジョギングではなく、完全休養にするのをレペティションという。
しかし、つなぎを有酸素運動にしておく練習の方が陸上競技では多い。
水泳では、レペティションが多い。

### ショートショートインターバルトレーニング
5秒～15秒くらいのインターバルで行う。ATP-CP系による、瞬発力を鍛える。

### 注意事項
無酸素運動と言うが、これは本当に酸素を取り入れない（呼吸をしない）でする運動という意味ではなく、あくまでも運動の強度が高いために酸素を使うことができず結果として酸素を必要としないでできる運動のことである。